# Kazjaryna
Kazjaryna (kyrillisch Кацярына, nach englischer Transkription Katsiaryna) ist ein weiblicher Vorname.

## Herkunft und Bedeutung
Der Name ist die belarussische Variante von Katharina.

## Bekannte Namensträgerinnen
- Kazjaryna Andrejewa (* 1993), belarussische Journalistin
- Kazjaryna Antonjuk (* 1974), belarussische Skilangläuferin
- Kazjaryna Baryssewitsch (* 1984), belarussische Journalistin
- Kazjaryna Belanowitsch (* 1991), belarussische Leichtathletin
- Kazjaryna Dsehalewitsch (* 1986), belarussische Tennisspielerin
- Kazjaryna Hryhorjewa (* 1980), belarussische Biathletin
- Kazjaryna Iwanowa (* 1977), russischstämmige Skiathletin
- Kazjaryna Karnjajenka (* 1988), belarussische Leichtathletin
- Kazjaryna Karsten (* 1972), deutsch-belarussische Rudersportlerin
- Kazjaryna Nezwjatajewa (* 1989), belarussische Leichtathletin
- Kazjaryna Paplauskaja (* 1987), belarussische Leichtathletin
- Kazjaryna Perepetschajewa (* 1991), belarussische Billardspielerin
- Kazjaryna Rudakowa (* 1984), belarussische Skilangläuferin
- Kazjaryna Schywajewa (* 2000), belarussische Leichtathletin
- Kazjaryna Wjarbizkaja (* 1994), belarussische Billardspielerin